# توکتار آوباکیروف
توکتار آوباکیروف (به انگلیسی: Toktar Aubakirov) فضانورد اهل کشور قزاقستان است که در ۲۷ ژوئیهٔ ۱۹۴۶ در قراغندی زاده شد. وی در مأموریت سایوز تی‌ام-۱۳، سایوز تی‌ام-۱۲ حضور داشته است.